# Fetitxisme de la mà

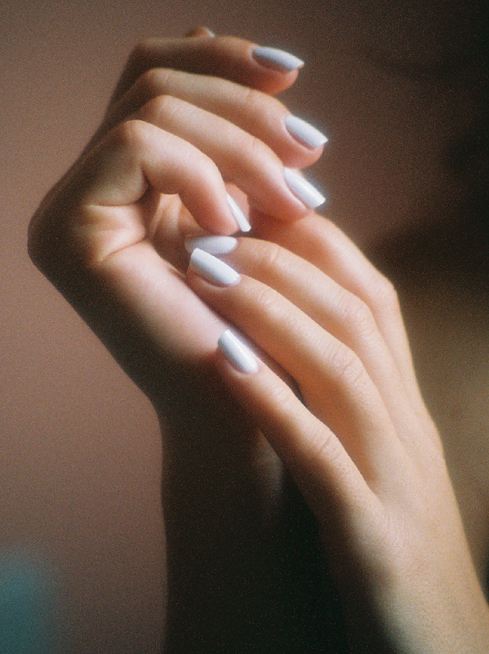
Mans femenines

El fetitxisme de la mà o parcialisme de la mà és un tipus de fetitxisme sexual que centra la seva atenció en les mans com a element desencadenant de la resposta sexual excitatòria. Aquest tipus de fetitxisme pot incloure com a elements clau del significat, parts concretes de la mà, com ara els dits, les ungles o el palmell, així com una atenció específica a les accions dutes a terme per mans; algunes d'aquestes accions poden ser completament alienes a les pràctiques sexuals, com per exemple rentar o eixugar plats. Aquest tipus de fetitxisme es pot manifestar com una necessitat d'experimentar una interacció física o simplement amb una fantasia.
Aquest tipus de pràctica presenta una gran comorbilitat amb el fetitxisme dels guants.